# Dennis Sundman
Dennis Sundman, född 1983, är en svensk friidrottare (långdistanslöpare) tävlande för Team Esplanad. Han vann SM-guld i löpning 100 km landsväg år 2015.